# Reynold d’Argentine
Reynold d’Argentine (auch Reginald d’Argentine) (* vor 1242; † vor 3. März 1308) war ein englischer Adliger.
Reynold d’Argentine war ein Sohn von Giles d’Argentine und dessen Frau Margery Aiguillon. Er besaß unter anderem das Gut von Melbourn in Cambridgeshire. Am 28. Juni 1283 erhielt er einen Writ of Summons für die Ratsversammlung des Königs nach Shrewsbury. Am 26. Januar 1297 erhielt er einen weiteren Writ of Summons für eine Ratsversammlung nach Salisbury. Trotz dieser beiden Writ of Summons galten weder er noch seine Nachfahren als Barone.
Argentine heiratete um 1259 Laura de Vere, eine Tochter von Hugh de Vere, 4. Earl of Oxford und von Hawise de Quincy. Mit ihr hatte er mehrere Kinder, darunter:
- John d’Argentine (um 1277–1318)
- Giles d’Argentine († 1314)